# Vaaralompolo
Vaaralompolo är en sjö i Kiruna kommun i Lappland och ingår i Kalixälvens huvudavrinningsområde. Sjön har en area på 0,0621 kvadratkilometer och ligger 353 meter över havet.

## Delavrinningsområde
Vaaralompolo ingår i det delavrinningsområde (749636-175039) som SMHI kallar för Inloppet i Vettasjärvi. Medelhöjden är 363 meter över havet och ytan är 6,14 kvadratkilometer. Det finns inga avrinningsområden uppströms utan avrinningsområdet är högsta punkten. Ängesån (Vettasjoki) som avvattnar avrinningsområdet har biflödesordning 3, vilket innebär att vattnet flödar genom totalt 3 vattendrag innan det når havet efter 236 kilometer. Avrinningsområdet består mestadels av skog (66 procent) och sankmarker (15 procent). Avrinningsområdet har 0,84 kvadratkilometer vattenytor vilket ger det en sjöprocent på 13,7 procent.